# Tacumshin Lake SAC
Tacumshin Lake SAC este o arie protejată (arie specială de conservare — SAC, sit de importanță comunitară — SCI, arie de protecție specială avifaunistică — SPA) din Irlanda întinsă pe o suprafață de 527,66 ha, integral pe uscat.

## Localizare
Centrul sitului Tacumshin Lake SAC este situat la coordonatele 52°11′48″N 6°28′06″W / 52.19666°N 6.46833°V.

## Înființare
Situl Tacumshin Lake SAC a fost declarat arie de protecție specială avifaunistică în octombrie 1996 pentru a proteja 16 specii de animale. Alte tipuri de protecție:
- sit de importanță comunitară (în noiembrie 1999)
- arie specială de conservare (în octombrie 2018)[1][2][3]

## Biodiversitate
Situată în ecoregiunea atlantică, aria protejată conține 5 habitate naturale: Lagune de coastă, Vegetație anuală la limita mareei, Vegetație perenă pe țărmurile stâncoase, Dune mobile cu vegetație embrionară, Dune mobile de-a lungul țărmului cu Ammophila arenaria („dune albe”).
La baza desemnării sitului se află mai multe specii protejate de  păsări (16): rață sulițar (Anas acuta), rață lingurar (Anas clypeata), rață pitică (Anas crecca), rață fluierătoare (Anas penelope), rață mare (Anas platyrhynchos), rață pestriță (Anas strepera), rață-cu-cap-castaniu (Aythya ferina), rața moțată (Aythya fuligula), Branta bernicla, lebădă de iarnă (Cygnus cygnus), lișiță (Fulica atra), sitar de mâl (Limosa limosa), culic mare (Numenius arquata), ploier auriu (Pluvialis apricaria), călifar alb (Tadorna tadorna), nagâț (Vanellus vanellus).
Pe lângă speciile protejate, pe teritoriul sitului au mai fost identificate 3 specii de plante, 1 specie de păsări, 1 specie de amfibieni, 1 specie de mamifere, 10 specii de nevertebrate, 1 specie de pești, 1 specie de reptile.